# Mangia, prega, ama - Una donna cerca la felicità
Mangia, prega, ama - Una donna cerca la felicità (Eat, Pray, Love: One Woman's Search for Everything Across Italy, India and Indonesia) è l'autobiografia della scrittrice statunitense Elizabeth Gilbert edita nel 2006. Il libro racconta del viaggio dell'autrice intorno al mondo dopo aver divorziato dal marito, e di cosa ha scoperto durante i suoi spostamenti. Il libro è rimasto nella classifica dei libri più venduti stilata dal The New York Times per 187 settimane. I diritti per la realizzazione di un film basato sul libro sono stati acquistati dalla Columbia Pictures, che ha poi effettivamente distribuito la pellicola, che vede protagonista l'attrice Julia Roberts, il 13 agosto 2010.
Elizabeth Gilbert ha successivamente pubblicato un sequel per il libro Committed: A Skeptic Makes Peace with Marriage, pubblicato dalla Viking nel gennaio 2010. Il nuovo libro copre gli avvenimenti della vita dell'autrice successivi a quelli raccontati in Mangia, prega, ama.

## Trama
La trentaduenne Elizabeth Gilbert è una donna istruita, ha una casa, un marito ed una carriera di successo come scrittrice. Ciò nonostante non è felice della propria vita e spesso passa la notte a piangere in bagno. Dopo essersi separata dal marito ed aver iniziato la causa di divorzio, che lui contesta, la donna si imbarca in una relazione di rimpiazzo, che dura per un breve periodo e termina lasciandola ancora più depressa.
In seguito, dopo aver scritto un articolo sulle vacanze yoga a Bali, la Gilbert incontra un guaritore di nona generazione, il quale le dice che lei un giorno sarebbe tornata ed avrebbe studiato con lui. Dopo aver portato a compimento il proprio difficoltoso divorzio, la Gilbert trascorre l'anno successivo a viaggiare per il mondo. Il viaggio viene pagato con l'anticipo percepito dal suo editore per un libro in fase di scrittura.
La scrittrice trascorre quattro mesi in Italia, mangiando e godendosi la vita ("Mangia"). Dopo, trascorre tre mesi in India, trovando la propria spiritualità ("Prega"). Infine, termina il proprio viaggio a Bali, Indonesia, in cerca dell'equilibrio fra le due precedenti scoperte, trovando l'amore ("Ama") in un fattore brasiliano.

## Adattamento cinematografico
La Columbia Pictures ha acquistato i diritti per l'autobiografia ed ha prodotto un adattamento cinematografico del film, intitolato Mangia prega ama. Il film è stato distribuito il 13 agosto 2010. Protagonista del film è l'attrice Julia Roberts mentre la regia è curata da Ryan Murphy. Nel film recitano anche Javier Bardem, James Franco, Richard Jenkins e Billy Crudup. Brad Pitt e Dede Gardner della Plan B, la casa di produzione di Pitt, hanno prodotto la pellicola.

## Edizioni italiane
- Elizabeth Gilbert, Mangia, prega, ama - Una donna cerca la felicità, Rizzoli, 2010.